# Eating Out
Eating Out – amerykańska komedia filmowa w reżyserii Q. Allana Brocki z 2004 roku. Film niezależny, promowany sloganem reklamowym: „Najszybszą drogą dostania się do serca dziewczyny jest ta przez jej przyjaciela-geja”.
Film doczekał się czterech sequeli: Eating Out 2: Ten drugi raz (2006) oraz Eating Out 3: Bierz, co chcesz (2009), obydwu wyreżyserowanych przez innych twórców, a także Eating Out 4: Obóz teatralny (2011) i Eating Out 5: Otwarty weekend (2011), w reżyserii Brocki.
Uchodzi za projekt kultowy wśród społeczności LGBT.

## Zarys fabuły
Po rozstaniu ze swoją niewierną partnerką Tiffani Caleb zakochuje się w Gwen, która flirtuje z homoseksualistami. Aby zainteresować sobą dziewczynę, Caleb postanawia udawać geja. W tym celu nawiązuje znajomość z Markiem, homoseksualnym współlokatorem Gwen.

## Pełna fabuła
Tucson. Po rozstaniu ze swoją rozerotyzowaną i niewierną dziewczyną Tiffani Caleb Peterson, student Uniwersytetu Arizony, poznaje Gwen Anderson. Gdy ta rzuca swojego partnera na imprezie, Caleb stara się ją poderwać. Szybko orientuje się, że Gwen jest ekscentryczką, którą seksualnie pobudzają jedynie homoseksualiści. Idąc za radą swojego współlokatora i najlepszego przyjaciela Kyle’a (zauroczonego Calebem), postanawia udawać przed nią geja. Jeszcze podczas imprezy Gwen przedstawia Caleba swojemu bliskiemu koledze, Markowi Everhardowi, który natychmiast przejawia zainteresowanie nowym znajomym. Na tej sytuacji skorzystać chcą Kyle i Caleb – poprzez przybranie tożsamości osoby homoseksualnej Caleb ma zamiar zbliżyć się do Gwen, Kyle zaś uważa, że uda mu się poznać pożądanego przez siebie od dawna Marka.
Mark i Caleb wybierają się na pierwszą randkę i wypożyczają film na video. Po powrocie do domu, Mark zaczyna uwodzić Caleba, ten jednak wykazuje obojętność wobec jego prób. Niespodziewanie rozbrzmiewa telefon od Gwen, która, utknąwszy w domu przyjaciółki, nudzi się. Gdy bohaterka dowiaduje się, że Caleb – który według niej jest prawiczkiem – nie potrafi przełamać się i otworzyć na zaloty ze strony Marka, prosi go do telefonu i każe się odprężyć. Uwodzi go słownie i pobudza. Z tej sytuacji pożytek czerpie Marc, który zaczyna uprawiać z nim fellatio. Gwen rozłącza się, postanawiając wrócić do domu (mieszka wraz z Markiem). Marc masturbuje się, ponieważ jego partner nie przejawia już zainteresowania seksem oralnym. Caleb, zażenowany i niepewny, wychodzi. W drodze do siebie spotyka Gwen. Dziewczyna uwodzi go, po czym uprawiają seks w samochodzie.
Nad ranem Marc, dodzwaniając się do Caleba, zostawia mu wiadomość na poczcie głosowej. Kyle orientuje się, że przyjaciel zbliżył się do obiektu jego uczuć. Dodatkowym ciosem jest wspólna kolacja całej czwórki, którą aranżuje Caleb, by ostatecznie wyjaśnić całą kłopotliwą sytuację. Przepraszając Kyle’a, Caleb informuje go, że wie o uczuciach, jakimi współlokator go darzy, i dodaje, że gdyby nie był heteroseksualny, kochałby Kyle’a.
Wieczorem bohaterowie spotykają się na kolacji. Prócz czworga uwikłanych w nietypowy związek, w domu Kyle’a i Caleba zjawiają się także rodzice i siostra drugiego oraz Tiffani, zaproszeni przez Kyle’a. Choć sytuacja jest stresująca (Caleb udaje przed rodzicami chłopaka Gwen, a Kyle podaje się za partnera Marka), wszystko przebiega bezproblemowo, do momentu, w którym Gwen decyduje się „wyoutować syna-geja przed rodzicami”. Ci przyjmują wieść o domniemanym homoseksualizmie Caleba pozytywnie i wszystkich łączy dziwaczny, grupowy uścisk przy stole.
Gdy państwo Peterson i Tiffani opuszczają posiadłość, Gwen atakuje Kyle’a, sądząc, że starał się on ukraść Calebowi partnera. W tym momencie definitywnie urywa się plątana sieć kłamstw i gier, Caleb wyznaje bowiem, że jego orientacja jest heteroseksualna. Gwen dochodzi do wniosku, że plan jej uwiedzenia przez Caleba to najsłodsza rzecz, na jaką kogokolwiek z jej partnerów było stać. Marc i Kyle decydują się tymczasem na wspólną rozmowę, podczas której okazuje się, że obiekt westchnień Kyle’a jest nim zainteresowany, pomimo że nigdy nie przejawiał chęci nawiązania z nim bliższego kontaktu. Film kończy się happy endem: Caleb wiąże się z Gwen, Kyle zaś zaczyna spotykać się z Markiem.

## Obsada
- Emily Brooke Hands (w czołówce jako Emily Stiles) – Gwen Anderson
- Ryan Carnes – Marc Everhard
- Scott Lunsford – Caleb Peterson
- Jim Verraros – Kyle
- Rebekah Kochan – Tiffani von der Sloot
- Murph Michaels – Frank Peterson, ojciec Caleba
- Martie van der Voort – Susan Peterson, matka Caleba
- Jillian Nusbaum – Jamie Peterson, siostra Caleba
- Billy Shepard (w czołówce jako William Shepard) – Joey
- Kris Black (w czołówce jako Christopher Michaels) – Sebastian, Brytyjczyk
- John Janezic – Richard
- Ditte Lokon – Miko
- Dani Millan – Ronnie
- Tyler Roberts – uczestnik karnawału
- Stafford Williamson (w czołówce jako Stafford „Doc” Williamson) – profesor Winston James
- Natalie Burge – Milkshake Marcy

## Realizacja i wydanie filmu
Film kręcono w 2003 roku na terenie Stanów Zjednoczonych. Okres zdjęciowy trwał zaledwie dziesięć dni, lokacje atelierowe obejmowała zaś miejscowość Tucson w stanie Arizona. Szacowany budżet, jaki posłużył twórcom do realizacji projektu, wynosił pięćdziesiąt tysięcy dolarów.
Światowa premiera gotowego obrazu miała miejsce w walentynki, 14 lutego 2004 roku. Film zaprezentowano podczas festiwali filmowych o tematyce LGBT, zanim został on dopuszczony do dystrybucji kinowej w USA marcem 2005. W pierwszy weekend wyświetlania go w kinach Eating Out zainkasował 17 510 dolarów. Łączne zyski z projekcji filmu w kinach amerykańskich, oszacowane dnia 22 maja 2005, wyniosły 155 212 USD.
Erotyczna tematyka uniemożliwiła premierę filmu w światowych kinach. W wielu krajach Eating Out udostępniony został na dyskach DVD (direct-to-video). W Polsce 23 lutego 2012 komedię wydało OutFilm.pl.

## Nagrody i wyróżnienia
- 2004, Breckenridge Festival of Film:
  - nagroda Best of the Fest w kategorii film o tematyce GLBT (nagrodzony: Q. Allan Brocka)
- 2004, Dallas OUT TAKES:
  - Nagroda Audiencji (Q. Allan Brocka)
- 2004, Phoenix Out Far! Lesbian and Gay Film Festival:
  - Nagroda Audiencji w kategorii najlepszy film fabularny (Q. Allan Brocka)
- 2004, Rhode Island International Film Festival:
  - nagroda Grand Prize w kategorii najlepszy film fabularny (Q. Allan Brocka)
- 2004, San Diego Film Festival:
  - Nagroda Audiencji w kategorii najlepszy film fabularny (Q. Allan Brocka)
- 2004, San Francisco International Lesbian & Gay Film Festival:
  - nagroda Best First Feature dla najlepszego debiutanta (Q. Allan Brocka)